# Skavbergstjärnen (Norsjö socken, Västerbotten)
Skavbergstjärnen är en sjö i Norsjö kommun i Västerbotten och ingår i Skellefteälvens huvudavrinningsområde.